# Prorasea
Prorasea is een geslacht van vlinders uit de familie grasmotten (Crambidae). De wetenschappelijke naam is voor het eerst geldig gepubliceerd in 1878 door Augustus Radcliffe Grote
De typesoort is Prorasea simalis Grote, 1878

## Soorten
- Prorasea fernaldi Munroe, 1974
- Prorasea gracealis Munroe, 1974
- Prorasea praeia (Dyar, 1917)
- Prorasea pulveralis (Warren, 1892)
- Prorasea sideralis (Dyar, 1917)
- Prorasea simalis Grote, 1878